# Reidar Høilund
Reidar Høilund (Horten, 13 giugno 1901 – Brooklyn, 29 aprile 1974) è stato un calciatore norvegese naturalizzato statunitense, di ruolo centrocampista.

## Carriera

### Club
Høilund giocò con la maglia dello Ørn.

### Nazionale
Conta 6 presenze per la Norvegia. Esordì il 19 giugno 1921, sostituendo Adolph Wold nella vittoria per 3-1 contro la Svezia.

## Palmarès

### Club

#### Competizioni nazionali
- Coppa di Norvegia: 1

Ørn: 1920